# 29345 Іванданілов
29345 Іванданілов (29345 Ivandanilov) — астероїд головного поясу, відкритий 22 лютого 1995 року.
Тіссеранів параметр щодо Юпітера — 3,370.